# Diéli
Diéli is een gemeente (commune) in de regio Ségou in Mali. De gemeente telt 14.000 inwoners (2009).